# Estación de Somosaguas Sur
Somosaguas Sur es una estación de la línea ML-2 de Metro Ligero Oeste situada bajo la calle Veritas, en la urbanización Somosaguas Sur de Pozuelo de Alarcón. Abrió al público el 27 de julio de 2007 y es una de las tres estaciones subterráneas de la línea, junto con Colonia Jardín y Avenida de Europa.
Su tarifa corresponde a la zona B1 según el Consorcio Regional de Transportes.

## Accesos

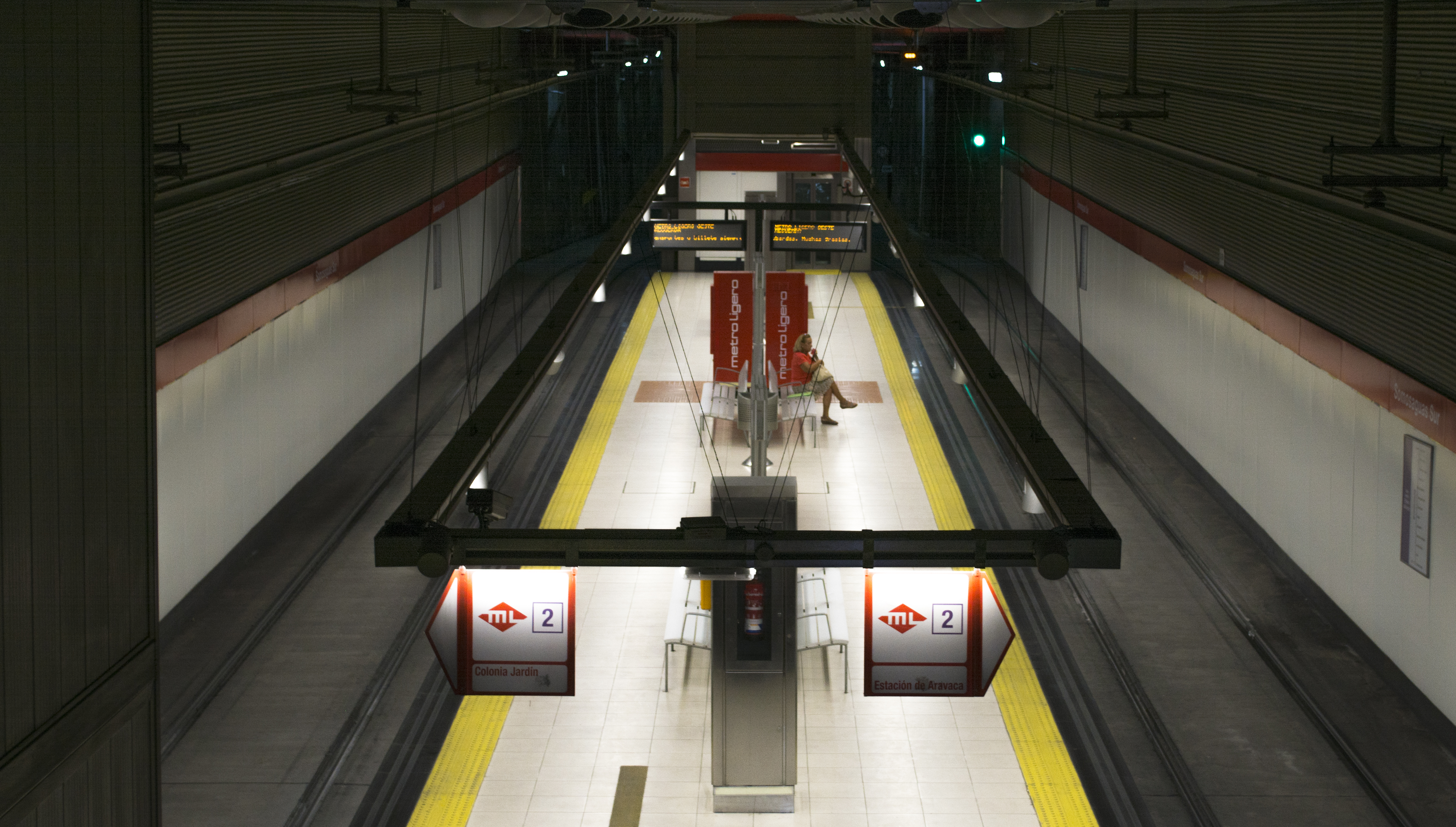
Andenes y vías de la estación, desde las escaleras de acceso.

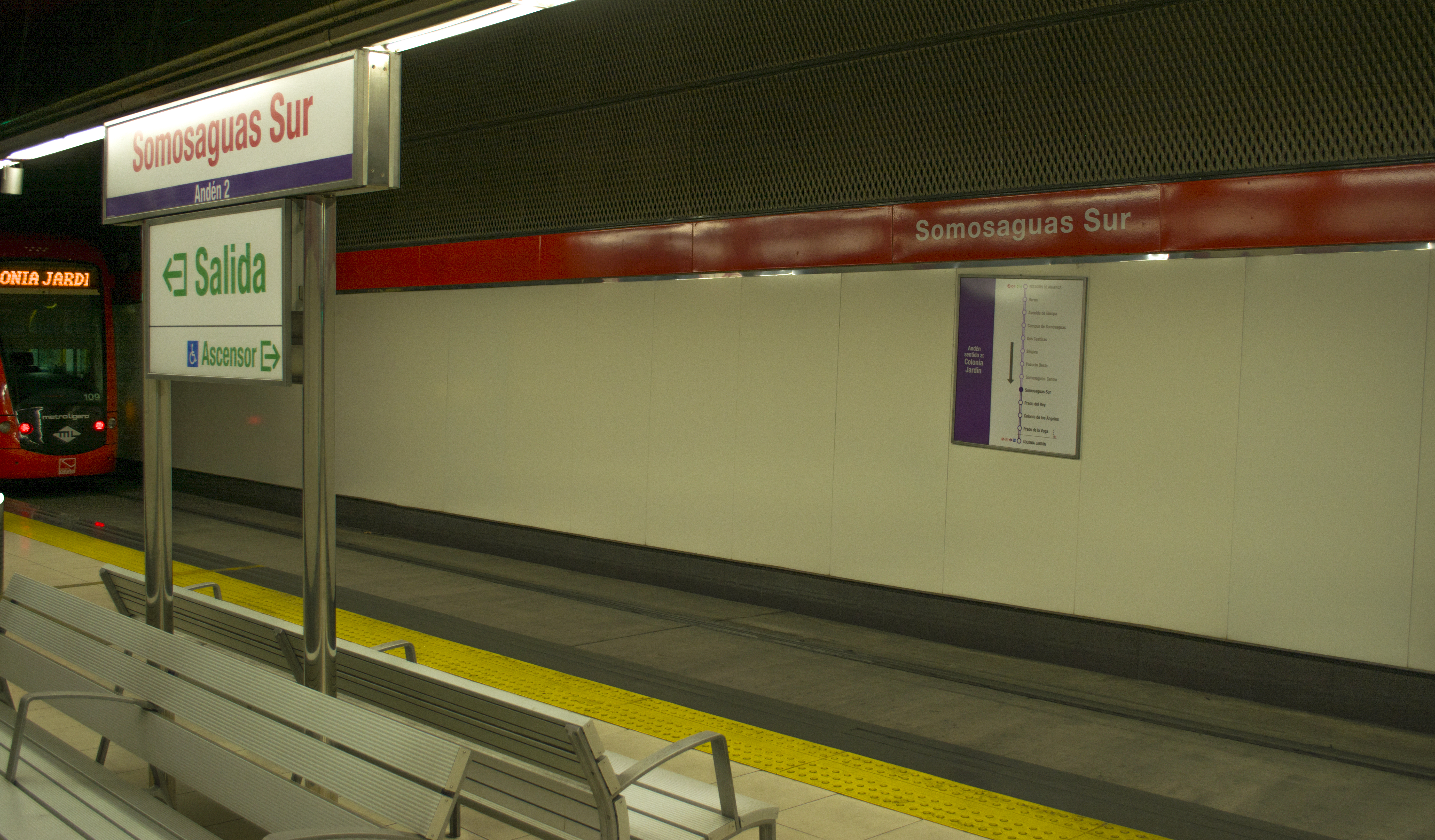
Andén en sentido Colonia Jardín.

Vestíbulo Somosaguas Sur
- Somosaguas Sur C/ Veritas, s/n
- Ascensor C/ Veritas, s/n

## Líneas y conexiones

### Metro Ligero
| << cabecera    | < estación    | línea | estación >        | cabecera >> |
| -------------- | ------------- | ----- | ----------------- | ----------- |
| Colonia Jardín | Prado del Rey |       | Somosaguas Centro | Aravaca     |

### Autobuses
| Diurnos |                                         |                                       |                           |
| Línea   | Destino                                 | Parada                                | Operador                  |
| 564     | Pozuelo de Alarcón (por Somosaguas Sur) | 08666 Prado del Rey-Campus Somosaguas | Avanza Movilidad Integral |
| 564     | Madrid (Aluche)                         | 08667 Prado del Rey-Campus Somosaguas | Avanza Movilidad Integral |